# Eforie

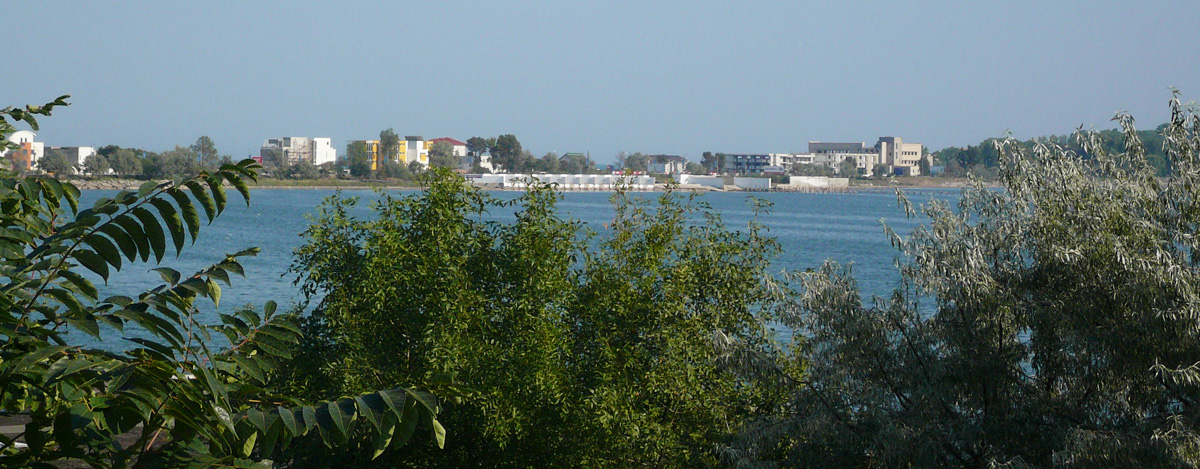
Eforie Nord mit Techirghiol-See

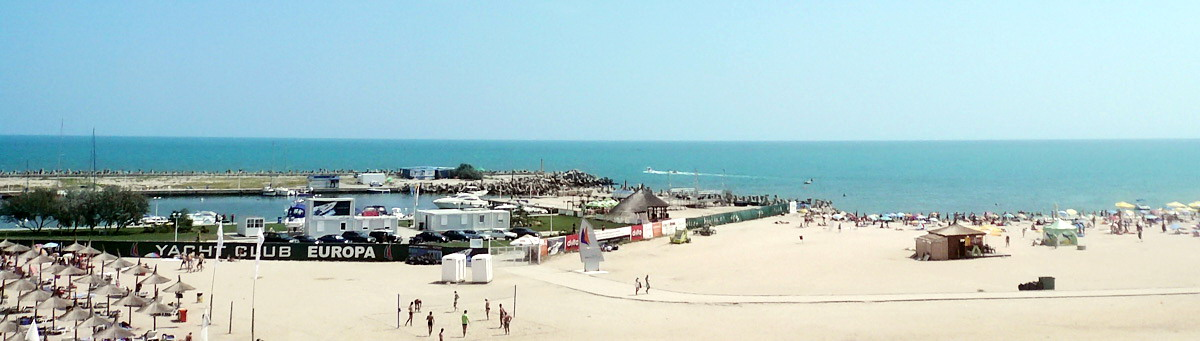
Hafen und Strand in Eforie Nord

Eforie ist eine Stadt am Schwarzen Meer im Kreis Constanța in Rumänien. 

## Geographische Lage
Eforie liegt auf einer Landenge zwischen dem Schwarzen Meer im Osten und der Lagune des Techirghiol-Sees (Lacul Techirghiol) im Westen. Die Kreishauptstadt Constanța befindet sich etwa 15 Kilometer nördlich von Eforie entfernt.

## Geschichte
Die Stadt Eforie besteht aus den Teilen Eforie Nord und Eforie Sud. Die heutige Stadt bzw. ihre Teile wechselten mehrfach ihre Namen (Techirghiol-Movilă, Băile Movilă, Carmen Sylva, Vasile Roaită). Eforie Nord wurde 1894 gegründet, als hier ein Sanatorium für die Behandlung rheumatischer Erkrankungen errichtet wurde. Diese Siedlung gehörte ursprünglich zu Techirghiol, bevor sie 1933 selbständig und zur Stadt erklärt wurde. Eforie Sud entstand 1899 zunächst auf dem Territorium der Gemeinde Tuzla und wurde 1945 zur Stadt ernannt. 1966 wurden beide Städte administrativ vereinigt.
Die wichtigsten Wirtschaftszweige sind der Badetourismus und die Einnahmen durch Balneotherapie, die insbesondere mit dem Faulschlamm des Techirghiol-Sees betrieben wird.

## Bevölkerung
Die Einwohnerzahl nahm von 1948 (1503) bis 1977 (9507) rasch zu und ist seitdem im Wesentlichen konstant. 2002 lebten in Eforie 9465 Personen, darunter 8587 Rumänen, 395 Tataren, 212 Türken, 177 Roma, 37 Ungarn, 19 Russen bzw. Lipowaner und 11 Polen. 4748 wohnten in Eforie Nord, 4717 in Eforie Sud.

## Verkehr
Eforie liegt an der Bahnstrecke von Constanța nach Mangalia. Derzeit (2009) verkehren in beide Richtungen etwa acht Personenzüge pro Tag; vereinzelt gibt es Direktverbindungen bis Bukarest. Auf dem Territorium der Stadt liegen die Bahnhöfe Eforie Nord und Eforie Sud. Durch die Stadt verläuft die Europastraße 87. Es bestehen Busverbindungen nach Constanța.

## Sehenswürdigkeiten
- Landschaftliche Umgebung (Schwarzes Meer und Techirghiol-See)